# Hub and spoke (medicina)
La locuzione hub and spoke è utilizzata in medicina sia per indicare la modalità di gestione di patologie complesse, che per indicare un modello organizzativo impiegato per la gestione della medicina d'urgenza. Il termine deriva dall'analogo modello utilizzato nella gestione del traffico aereo.

## Descrizione
L'utilizzo del modello Hub & Spoke in medicina parte dall'assunzione di base che per determinate patologie e/o situazioni molto complesse, sia necessario disporre di competenze specialistiche rare e/o apparecchiature molto costose, che non possono essere assicurate in modo diffuso su tutto il territorio. Il modello prevede quindi che l'assistenza per tali situazioni venga fornita da centri di eccellenza regionali o di macro area, detti appunto hub, a cui afferiscono dai centri periferici, detti spoke, i pazienti per i quali il livello di complessità degli interventi attesi superi quello che può essere fornito dai centri periferici.
Il Decreto Ministeriale 2 aprile 2015 n. 70, che definisce gli standard qualitativi, strutturali, tecnologici e quantitativi relativi all'assistenza ospedaliera, prevede per la medicina d'urgenza un modello basato su 4 livelli:
- Ospedale sede di Pronto Soccorso;
- Ospedale sede di D.E.A di I Livello (spoke);
- Ospedale D.E.A. di II Livello (hub);
- Presidio ospedaliero in zona particolarmente disagiata.